# Plagionotulus zimbabweanus
Plagionotulus zimbabweanus is een keversoort uit de familie van de boktorren (Cerambycidae). De wetenschappelijke naam van de soort werd voor het eerst geldig gepubliceerd in 2002 door Adlbauer & Dauber.